# Worcester Park
Worcester Park  è un sobborgo residenziale della parte sud-occidentale di Londra, che copre sia l'estrema parte nord-occidentale di Sutton nella Greater London che la parte più settentrionale di Epsom and Ewell, nel Surrey. L'area si trova 16,4 km a sud-ovest di Charing Cross. 
Beverley Brook attraversa tutta Worcester Park, a fianco di Green Lane ed oltre la Green Lane Primary School. Green Lane appare nel Domesday Book. La Huntsmans Hall (ora The Brook) si trovava su quello che era il lontano confine del territorio di caccia di Enrico VIII d'Inghilterra.